# Espanya a la Copa del Món de futbol
Aquest és el registre dels resultats d'Espanya a la Copa del Món. Espanya ha estat campiona només una vegada, l'any 2010.

## Resum d'actuacions
Campions      Finalistes      Tercers      Quarts
Un requadre vermell indica que eren amfitrions del campionat.
| Historial a la Copa del Món | Historial a la Copa del Món                          | Historial a la Copa del Món                          | Historial a la Copa del Món                          | Historial a la Copa del Món                          | Historial a la Copa del Món                          | Historial a la Copa del Món                          | Historial a la Copa del Món                          | Historial a la Copa del Món                          |
| Edició                      | Ronda                                                | Posició                                              | PJ                                                   | PG                                                   | PE                                                   | PP                                                   | GF                                                   | GC                                                   |
| --------------------------- | ---------------------------------------------------- | ---------------------------------------------------- | ---------------------------------------------------- | ---------------------------------------------------- | ---------------------------------------------------- | ---------------------------------------------------- | ---------------------------------------------------- | ---------------------------------------------------- |
| 1930                        | No hi participà                                      | No hi participà                                      | No hi participà                                      | No hi participà                                      | No hi participà                                      | No hi participà                                      | No hi participà                                      | No hi participà                                      |
| 1934                        | Quarts de final                                      | 5s                                                   | 3                                                    | 1                                                    | 1                                                    | 1                                                    | 4                                                    | 3                                                    |
| 1938                        | Retirada durant la classificació per la Guerra Civil | Retirada durant la classificació per la Guerra Civil | Retirada durant la classificació per la Guerra Civil | Retirada durant la classificació per la Guerra Civil | Retirada durant la classificació per la Guerra Civil | Retirada durant la classificació per la Guerra Civil | Retirada durant la classificació per la Guerra Civil | Retirada durant la classificació per la Guerra Civil |
| 1950                        | Quarta posició                                       | 4s                                                   | 6                                                    | 3                                                    | 1                                                    | 2                                                    | 10                                                   | 12                                                   |
| 1954                        | No s'hi classificà                                   | No s'hi classificà                                   | No s'hi classificà                                   | No s'hi classificà                                   | No s'hi classificà                                   | No s'hi classificà                                   | No s'hi classificà                                   | No s'hi classificà                                   |
| 1958                        | No s'hi classificà                                   | No s'hi classificà                                   | No s'hi classificà                                   | No s'hi classificà                                   | No s'hi classificà                                   | No s'hi classificà                                   | No s'hi classificà                                   | No s'hi classificà                                   |
| 1962                        | Primera fase                                         | 13s                                                  | 3                                                    | 1                                                    | 0                                                    | 2                                                    | 2                                                    | 3                                                    |
| 1966                        | Primera fase                                         | 10s                                                  | 3                                                    | 1                                                    | 0                                                    | 2                                                    | 4                                                    | 5                                                    |
| 1970                        | No s'hi classificà                                   | No s'hi classificà                                   | No s'hi classificà                                   | No s'hi classificà                                   | No s'hi classificà                                   | No s'hi classificà                                   | No s'hi classificà                                   | No s'hi classificà                                   |
| 1974                        | No s'hi classificà                                   | No s'hi classificà                                   | No s'hi classificà                                   | No s'hi classificà                                   | No s'hi classificà                                   | No s'hi classificà                                   | No s'hi classificà                                   | No s'hi classificà                                   |
| 1978                        | Primera fase                                         | 10s                                                  | 3                                                    | 1                                                    | 1                                                    | 1                                                    | 2                                                    | 2                                                    |
| 1982                        | Segona fase                                          | 12s                                                  | 5                                                    | 1                                                    | 2                                                    | 2                                                    | 4                                                    | 5                                                    |
| 1986                        | Quarts de final                                      | 7s                                                   | 5                                                    | 3                                                    | 1                                                    | 1                                                    | 11                                                   | 4                                                    |
| 1990                        | Vuitens de final                                     | 10s                                                  | 4                                                    | 2                                                    | 1                                                    | 1                                                    | 6                                                    | 4                                                    |
| 1994                        | Quarts de final                                      | 8s                                                   | 5                                                    | 2                                                    | 2                                                    | 1                                                    | 10                                                   | 6                                                    |
| 1998                        | Primera fase                                         | 17s                                                  | 3                                                    | 1                                                    | 1                                                    | 1                                                    | 8                                                    | 4                                                    |
| 2002                        | Quarts de final                                      | 5s                                                   | 5                                                    | 3                                                    | 2                                                    | 0                                                    | 10                                                   | 5                                                    |
| 2006                        | Vuitens de final                                     | 9s                                                   | 4                                                    | 3                                                    | 0                                                    | 1                                                    | 9                                                    | 4                                                    |
| 2010                        | Campions                                             | 1s                                                   | 7                                                    | 6                                                    | 0                                                    | 1                                                    | 8                                                    | 2                                                    |
| 2014                        | Primera fase                                         | 23s                                                  | 3                                                    | 1                                                    | 0                                                    | 2                                                    | 4                                                    | 7                                                    |
| 2018                        | Vuitens de final                                     | 10s                                                  | 4                                                    | 1                                                    | 3                                                    | 0                                                    | 7                                                    | 6                                                    |
| 2022                        | Vuitens de final                                     | 13s                                                  | 4                                                    | 1                                                    | 2                                                    | 1                                                    | 9                                                    | 3                                                    |
| 2026                        | Pendent                                              | Pendent                                              | Pendent                                              | Pendent                                              | Pendent                                              | Pendent                                              | Pendent                                              | Pendent                                              |
| 2030                        | Classificat com a co-organitzador                    | Classificat com a co-organitzador                    | Classificat com a co-organitzador                    | Classificat com a co-organitzador                    | Classificat com a co-organitzador                    | Classificat com a co-organitzador                    | Classificat com a co-organitzador                    | Classificat com a co-organitzador                    |
| 2034                        | Pendent                                              | Pendent                                              | Pendent                                              | Pendent                                              | Pendent                                              | Pendent                                              | Pendent                                              | Pendent                                              |
| Total                       | 1 Títol                                              | 1 Títol                                              | 67                                                   | 31                                                   | 17                                                   | 19                                                   | 107                                                  | 75                                                   |

## Itàlia 1934

### Vuitens de final
| Espanya                                | 3–1     | Brasil       |
| -------------------------------------- | ------- | ------------ |
| Iraragorri 18' (p.), 25' · Lángara 29' | Informe | Leônidas 55' |

### Quarts de final
| Itàlia      | 1–1 (pr.) | Espanya      |
| ----------- | --------- | ------------ |
| Ferrari 44' | Informe   | Regueiro 30' |

| Itàlia     | 1–0     | Espanya |
| ---------- | ------- | ------- |
| Meazza 11' | Informe |         |

## Brasil 1950

### Primera fase: Grup 2
| Pos | Equip        | PJ | PG | PE | PP | GF | GC | DG | Pts | Classificació           |
| --- | ------------ | -- | -- | -- | -- | -- | -- | -- | --- | ----------------------- |
| 1   | Espanya      | 3  | 3  | 0  | 0  | 6  | 1  | +5 | 6   | Avança a la segona fase |
| 2   | Anglaterra   | 3  | 1  | 0  | 2  | 2  | 2  | 0  | 2   |                         |
| 3   | Xile         | 3  | 1  | 0  | 2  | 5  | 6  | −1 | 2   |                         |
| 4   | Estats Units | 3  | 1  | 0  | 2  | 4  | 8  | −4 | 2   |                         |

| Espanya                           | 3–1     | Estats Units |
| --------------------------------- | ------- | ------------ |
| Igoa 81' · Basora 83' · Zarra 89' | Informe | Pariani 17'  |

| Espanya                | 2–0     | Xile |
| ---------------------- | ------- | ---- |
| Basora 17' · Zarra 30' | Informe |      |

| Espanya   | 1–0     | Anglaterra |
| --------- | ------- | ---------- |
| Zarra 48' | Informe |            |

### Segona fase: Grup final
| Pos | Equip   | PJ | PG | PE | PP | GF | GC | DG  | Pts |
| --- | ------- | -- | -- | -- | -- | -- | -- | --- | --- |
| 1   | Uruguai | 3  | 2  | 1  | 0  | 7  | 5  | +2  | 5   |
| 2   | Brasil  | 3  | 2  | 0  | 1  | 14 | 4  | +10 | 4   |
| 3   | Suècia  | 3  | 1  | 0  | 2  | 6  | 11 | −5  | 2   |
| 4   | Espanya | 3  | 0  | 1  | 2  | 4  | 11 | −7  | 1   |

| Uruguai                  | 2–2     | Espanya         |
| ------------------------ | ------- | --------------- |
| Ghiggia 29' · Varela 73' | Informe | Basora 37', 39' |

| Brasil                                                                  | 6–1     | Espanya  |
| ----------------------------------------------------------------------- | ------- | -------- |
| Parra 15' (p.p.) · Jair 21' · Chico 31', 55' · Ademir 57' · Zizinho 67' | Informe | Igoa 71' |

| Suècia                                    | 3–1     | Espanya         |
| ----------------------------------------- | ------- | --------------- |
| Sundqvist 15' · Mellberg 33' · Palmér 80' | Informe | Telmo Zarra 82' |

## Xile 1962

### Primera fase: Grup 3
| Pos | Equip          | PJ | PG | PE | PP | GF | GC | GR    | Pts | Classificació           |
| --- | -------------- | -- | -- | -- | -- | -- | -- | ----- | --- | ----------------------- |
| 1   | Brasil         | 3  | 2  | 1  | 0  | 4  | 1  | 4,000 | 5   | Avança a la segona fase |
| 2   | Txecoslovàquia | 3  | 1  | 1  | 1  | 2  | 3  | 0,667 | 3   | Avança a la segona fase |
| 3   | Mèxic          | 3  | 1  | 0  | 2  | 3  | 4  | 0,750 | 2   |                         |
| 4   | Espanya        | 3  | 1  | 0  | 2  | 2  | 3  | 0,667 | 2   |                         |

| Txecoslovàquia | 1–0     | Espanya |
| -------------- | ------- | ------- |
| Štibrányi 80'  | Informe |         |

| Espanya   | 1–0     | Mèxic |
| --------- | ------- | ----- |
| Peiró 90' | Informe |       |

| Brasil            | 2–1     | Espanya      |
| ----------------- | ------- | ------------ |
| Amarildo 72', 86' | Informe | Adelardo 35' |

## Anglaterra 1966

### Primera fase: Grup 2
| Pos | Equip               | PJ | PG | PE | PP | GF | GC | GR    | Pts | Classificació           |
| --- | ------------------- | -- | -- | -- | -- | -- | -- | ----- | --- | ----------------------- |
| 1   | Alemanya Occidental | 3  | 2  | 1  | 0  | 7  | 1  | 7,000 | 5   | Avança a la segona fase |
| 2   | Argentina           | 3  | 2  | 1  | 0  | 4  | 1  | 4,000 | 5   | Avança a la segona fase |
| 3   | Espanya             | 3  | 1  | 0  | 2  | 4  | 5  | 0,800 | 2   |                         |
| 4   | Suïssa              | 3  | 0  | 0  | 3  | 1  | 9  | 0,111 | 0   |                         |

| Argentina       | 2–1     | Espanya   |
| --------------- | ------- | --------- |
| Artime 65', 77' | Informe | Pirri 67' |

| Espanya                   | 2–1     | Suïssa      |
| ------------------------- | ------- | ----------- |
| Sanchís 57' · Amancio 75' | Informe | Quentin 31' |

| Alemanya Occidental       | 2–1     | Espanya   |
| ------------------------- | ------- | --------- |
| Emmerich 39' · Seeler 84' | Informe | Fusté 23' |

## Argentina 1978

### Primera fase: Grup 3
| Pos | Equip   | PJ | PG | PE | PP | GF | GC | DG | Pts | Classificació           |
| --- | ------- | -- | -- | -- | -- | -- | -- | -- | --- | ----------------------- |
| 1   | Àustria | 3  | 2  | 0  | 1  | 3  | 2  | +1 | 4   | Avança a la segona fase |
| 2   | Brasil  | 3  | 1  | 2  | 0  | 2  | 1  | +1 | 4   | Avança a la segona fase |
| 3   | Espanya | 3  | 1  | 1  | 1  | 2  | 2  | 0  | 3   |                         |
| 4   | Suècia  | 3  | 0  | 1  | 2  | 1  | 3  | −2 | 1   |                         |

| Àustria                    | 2–1     | Espanya  |
| -------------------------- | ------- | -------- |
| Schachner 10' · Krankl 76' | Informe | Dani 21' |

| Brasil | 0–0     | Espanya |
| ------ | ------- | ------- |
|        | Informe |         |

| Espanya    | 1–0     | Suècia |
| ---------- | ------- | ------ |
| Asensi 75' | Informe |        |

## Espanya 1982

### Primera fase: Grup 5
| Pos | Equip            | PJ | PG | PE | PP | GF | GC | DG | Pts | Classificació           |
| --- | ---------------- | -- | -- | -- | -- | -- | -- | -- | --- | ----------------------- |
| 1   | Irlanda del Nord | 3  | 1  | 2  | 0  | 2  | 1  | +1 | 4   | Avança a la segona fase |
| 2   | Espanya          | 3  | 1  | 1  | 1  | 3  | 3  | 0  | 3   | Avança a la segona fase |
| 3   | Iugoslàvia       | 3  | 1  | 1  | 1  | 2  | 2  | 0  | 3   |                         |
| 4   | Hondures         | 3  | 0  | 2  | 1  | 2  | 3  | −1 | 2   |                         |

| Espanya               | 1–1     | Hondures  |
| --------------------- | ------- | --------- |
| López Ufarte 65' (p.) | Informe | Zelaya 8' |

| Espanya                      | 2–1     | Iugoslàvia |
| ---------------------------- | ------- | ---------- |
| Juanito 14' (p.) · Saura 66' | Informe | Gudelj 10' |

| Espanya | 0–1     | Irlanda del Nord |
| ------- | ------- | ---------------- |
|         | Informe | Armstrong 47'    |

### Segona fase: Grup B
| Pos | Equip               | PJ | PG | PE | PP | GF | GC | DG | Pts | Classificació          |
| --- | ------------------- | -- | -- | -- | -- | -- | -- | -- | --- | ---------------------- |
| 1   | Alemanya Occidental | 2  | 1  | 1  | 0  | 2  | 1  | +1 | 3   | Avança a la fase final |
| 2   | Anglaterra          | 2  | 0  | 2  | 0  | 0  | 0  | 0  | 2   |                        |
| 3   | Espanya             | 2  | 0  | 1  | 1  | 1  | 2  | −1 | 1   |                        |

| Alemanya Occidental          | 2–1     | Espanya    |
| ---------------------------- | ------- | ---------- |
| Littbarski 50' · Fischer 75' | Informe | Zamora 82' |

| Espanya | 0–0     | Anglaterra |
| ------- | ------- | ---------- |
|         | Informe |            |

## Mèxic 1986

### Primera fase: Grup D
| Pos | Equip            | PJ | PG | PE | PP | GF | GC | DG | Pts | Classificació                      |
| --- | ---------------- | -- | -- | -- | -- | -- | -- | -- | --- | ---------------------------------- |
| 1   | Brasil           | 3  | 3  | 0  | 0  | 5  | 0  | +5 | 6   | Avança a la fase final             |
| 2   | Espanya          | 3  | 2  | 0  | 1  | 5  | 2  | +3 | 4   | Avança a la fase final             |
| 3   | Irlanda del Nord | 3  | 0  | 1  | 2  | 2  | 6  | −4 | 1   | Opta a una plaça per la fase final |
| 4   | Algèria          | 3  | 0  | 1  | 2  | 1  | 5  | −4 | 1   |                                    |

| Espanya | 0–1     | Brasil       |
| ------- | ------- | ------------ |
|         | Informe | Sócrates 62' |

| Irlanda del Nord | 1–2     | Espanya                     |
| ---------------- | ------- | --------------------------- |
| Clarke 46'       | Informe | Butragueño 1' · Salinas 18' |

| Algèria | 0–3     | Espanya                     |
| ------- | ------- | --------------------------- |
|         | Informe | Calderé 15', 68' · Eloy 70' |

### Segona fase

#### Vuitens de final
| Dinamarca         | 1–5     | Espanya                                                  |
| ----------------- | ------- | -------------------------------------------------------- |
| J. Olsen 33' (p.) | Informe | Butragueño 43', 56', 80', 88' (p.) · Goikoetxea 68' (p.) |

#### Quarts de final
| Espanya                                     | 1–1 (pr.) | Bèlgica                                              |
| ------------------------------------------- | --------- | ---------------------------------------------------- |
| Señor 85'                                   | Informe   | Ceulemans 35'                                        |
| Tanda de penals                             |           |                                                      |
| Señor · Eloy · Chendo · Butragueño · Víctor | 4–5       | Claesen · Scifo · Broos · Vervoort · L. Van Der Elst |

## Rússia 2018

### Primera fase: Grup B
| Pos | Equip    | PJ | PG | PE | PP | GF | GC | DG | Pts | Classificació        |
| --- | -------- | -- | -- | -- | -- | -- | -- | -- | --- | -------------------- |
| 1   | Espanya  | 3  | 1  | 2  | 0  | 6  | 5  | +1 | 5   | Avança a segona fase |
| 2   | Portugal | 3  | 1  | 2  | 0  | 5  | 4  | +1 | 5   | Avança a segona fase |
| 3   | Iran     | 3  | 1  | 1  | 1  | 2  | 2  | 0  | 4   |                      |
| 4   | Marroc   | 3  | 0  | 1  | 2  | 2  | 4  | −2 | 1   |                      |

| Portugal                            | 3–3     | Espanya                          |
| ----------------------------------- | ------- | -------------------------------- |
| Cristiano Ronaldo 4' (p.), 44', 88' | Informe | Diego Costa 24', 55' · Nacho 58' |

| Iran | 0–1     | Espanya         |
| ---- | ------- | --------------- |
|      | Informe | Diego Costa 54' |

| Espanya                     | 2–2     | Marroc                      |
| --------------------------- | ------- | --------------------------- |
| Isco 19' · Iago Aspas 90+1' | Informe | Boutaïb 14' · En-Nesyri 81' |

### Vuitens de final
| Espanya                                | 1–1 (pr.) | Rússia                                   |
| -------------------------------------- | --------- | ---------------------------------------- |
| Ignaxévitx 12' (p.p.)                  | Informe   | Dziuba 41' (p.)                          |
| Tanda de penals                        |           |                                          |
| Iniesta · Piqué · Koke · Ramos · Aspas | 3–4       | Smólov · Ignaxévitx · Golovín · Txérixev |